# Rodium(III)sulfaat
Rodium(III)sulfaat is een anorganische verbinding en het zout van het metaal rodium en zwavelzuur.

## Synthese
Rodium(III)sulfaat kan gemaakt worden door rodium(III)oxide of rodiumhydroxide met zwavelzuur te laten reageren. Hierbij vormt zich al naargelang de reactiecondities het tetra- of pentahydraat.

## Eigenschappen
Rodium(III)sulfaat is een oranje-rode vaststof, die ook een rood tetrahydraat of een geel pentahydraat vormen kan. Eveneens bestaat een oranje dihydraat.

## Gebruik
Rodium(III)sulfaat is een tussenprodukt bij de productie van rodium.